# Паранімф
«Паранімф» (польськ. Paranimphus) — вітальний твір Яна Протасовича присвячений одруженню Януша Скумін-Тишкевича з Варварою Нарушевич, де поет виконував роль свата. Виданий в 1595 році у Вільнюсі.

## Опис
Як свідчить назва твору, поет виконував на весіллі почесну роль свата (грец. «paranimphus» — сват, дружка). У його обов'язки входило підведення нареченого до вівтаря, керівництво порядком церемонії та проголошення першого вітального слова. Якби Ян Протасович насправді не був свахом, він був би змушений публікувати вірш анонімно: цього вимагала традиція написання подружніх творів.
Поетична промова Яна Протасовича вирізняється продуманою композицією та красивим, хоч і простим стилем. Згадуючи в короткій передмові про свою роль та обов'язки, автор-доповідач просить гостей з готовністю вислухати його слова. Як сват, він по черзі звертається до батьків молодят (просить їх благословити сина і дочку), нареченого і нареченої (бажаючи їм не лише дітей, але онуків і правнуків) та молодих людей, присутніх на весіллі (пояснюючи мету християнського шлюбу і закликаючи хлопців, скоріше брати приклад з Януша).
З цього твору видно, що автор добре знав Біблію та героїв Старого Завіту, «Іліаду» Гомера, твори Софокла, Геродота, давньогрецьку міфологію. Наприклад, він порівнює Федіра Скумін-Тишкевича, який віддав сина в руки Варвари, з Авраамом, який збирався пожертвувати сина Богу. У заключній частині поеми, запрошуючи гостей на спів і танці, Протасович згадує бога Аполлона та інших міфологічних персонажів. Його заклик підняти келихи за здоров'я молодих підкріплюється посиланням на авторитет Соломона.